# Dragão-da-Patagônia
O dragão-da-patagônia (Phymaturus patagonicus), é uma espécie de lagarto terrestre nativo da Argentina, mais especificamente da região da Patagônia. Pertence a família Liolaemidae e ao gênero Phymaturus. É uma espécie inofensiva aos humanos, tem o costume de viver em áreas rochosas com bastante luminosidade.